# Josip Skoko
Josip Skoko (Mount Gambier, 10 de Dezembro, 1975) é um ex-jogador de futebol da Austrália de origem croata, que atuava como meia.

## Carreira
Skoko representou a Seleção Australiana de Futebol, nas Olimpíadas de 2000 que atuou em casa.
Skoko frequentemente fora convocado para jogar pela seleção australiana. Faz parte do elenco da seleção convocada para a Copa do Mundo de 2006.

## Títulos
Austrália
- Copa das Nações da OFC: 2004
- Copa das Confederações: Vice - 1997